# Grytgöls bruk

Grytgöls bruk var ett bruk i Hällestads socken, Östergötlands län.

## Historik
Grytgöls bruk var belägget i Hällestads socken, Finspånga läns härad. Bruket var ett stångjärnsbruk från 1630. På 1750-talet ägdes bruket av Maria Altin som var änka efter brukspatron Peter Altin. Manufakturverket ägdes av hennes måg Daniel Burén (död 1791), som i sitt första gifte hade Hedvig Altin, samt deras barn sedermera brukspatron Carl Daniel Burén och brukspatron Olof Burenstam. Carl Daniel Burén ägde troligen bruket själv. Bruket ägdes omkring 1825 av brukspatron Adolf Burén, 1850 av jurisdoktorn Axel Burén.
Bruket kallas 1687 Tobias de Gomsez hammare. Manufakturverkets privilegium är från den 18 februari 1718 och den 4 december 1778 med oinskränkt rätt att tillverka spik, samt bandjärn, knipjärn och bultjärn samt flera sorters svartsmide. År 1828 bestod bruket av en hammare med två härdar och manufakturverket med två kniphamrar och två spikhamrar. På 1850-talet fanns här en hammare och två härdar samt manufakturverk med en räckhammare och tre spikhamrar. År 1858 tillverkades av 1399 skepp, stångjärnsmide och ämnesjärnsmide, samt 561 skepp manufaktursmide. På 1870-talet hade bruket två Franche-Comté härdar som årligen gav 8000 centner stångjärn samt ett manufakturverk med fyra stycken spikhamrar.